# Ibrahim Sekagya
Ibrahim Sekagya est un joueur et entraîneur de football ougandais né le 19 décembre 1980 à Kampala. Défenseur central international ougandais, il est entraîneur adjoint des Red Bulls de New York en MLS.

## Biographie
Le 14 février 2015, Sekagya annonce la fin de sa carrière de joueur quelques mois seulement après son coéquipier Thierry Henry, il est nommé deux jours plus tard assistant de Jesse Marsch toujours avec les Red Bulls de New York.

## Palmarès

### En club
- Red Bull Salzbourg
  - Champion d'Autriche en 2009, 2010 et 2012.
  - ÖFB-Cup en 2012.